# Злоцький Потік

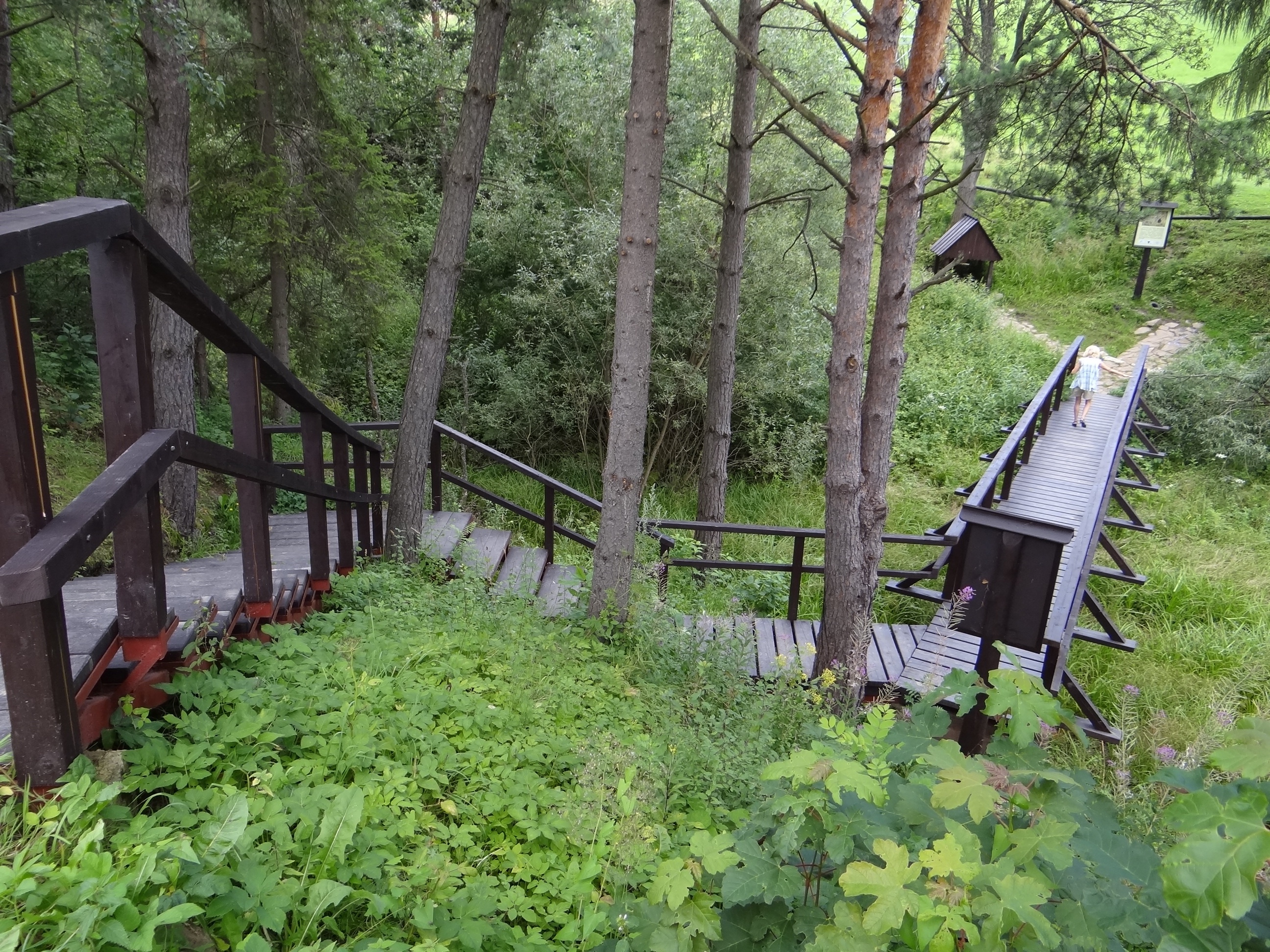
Спуск до долини Злоцького Потоку з мофетом

Злоцький Потік (пол. Złocki Potok (dopływ Szczawnika)) — гірська річка  в Польщі, у Новосондецькому повіті Малопольського воєводства. Ліва  притока  Щавника, (басейн Балтійського моря).

## Опис
Довжина річки 4,11 км, площа басейну водозбору 4,53  км². Формується безіменними притоками.

## Розташування
Бере  початок на південних схилах хребта Яворини Криницької на висоті 730 м над рівнем моря на Лемківщині (гміна Мушина).  Тече переважно на південний захід і у селі Злоцьке  на висоті 467,5 м впадає у річку Щавник, праву притоку Попрада.

## Цікавий факт
- У Долині Злоцького Потоку розташовані пам'ятки природи: Мофета імені професора Генрика Свідзинського та 2 джерела мінеральної води.